# The Christmas Rose
The Christmas Rose (título original en inglés; en español, La rosa de Navidad, H. 179) es una ópera en un acto y tres escenas compuesta entre 1919 y 1929 por Frank Bridge y libreto de Margaret Kemp-Welch y Constance Cotterell. Se estrenó el 8 de diciembre de 1931 en Londres.

## Argumento
- Escena I: en las colinas cerca de Belén
- Escena II: en camino a Belén
- Escena III: fuera del albergue de Belén

## Instrumentación y voz
- Coro femenino, dos flautas, dos oboes, dos clarinetes, dos fagotes, dos trompas, dos trompetas, un trombón, timbales, percusión, arpa, cuerdas.

## Grabación
Hay una grabación de The Christmas Rose efectuada en el año 1983, con Howard Williams dirigiendo a la Orquesta y Coro de la Chelsea Opera Group. Protagonistas: Wendy Eathorne (Miriam), Eirian James (Reuben), Maldwyn Davies (Primer pastor), Henry Herford (Segundo pastor), y David Wilson-Johnson (Tercer pastor). Pearl SHE 582 (1 LP); Pearl SHE CD 9582 (1 CD)